# Проспект Петра Григоренко (Харьков)
Проспект Петра Григоренко (укр. проспект Петра Григоренка) — проспект в Харькове, связывающий проспект Героев Харькова и проспект Байрона. Проспект пересекает бульвар академика Юрьева, Стадионный проезд, улицы Олимпийскую, Танкопия, Жасминовый бульвар. Большая часть проспекта находится в пределах жилого массива Новые Дома.

## История проспекта
Как и большинство магистралей жилого массива Новые Дома (ранее — жилой массив Селекционной станции), улица возникла в годы Советской власти, в 50—60-х годах. В 1968 году, к 25-й годовщине освобождения Харькова от фашистских захватчиков, бригада монтажников заслуженного строителя УССР, Героя Социалистического Труда В. С. Плахотина смонтировала на Стадионной улице первый на Украине крупнопанельный девятиэтажный жилой дом из виброкатных деталей.
В 1972 году на углу Стадионной и Московского проспекта была сдана в эксплуатацию комфортабельная гостиница «Турист» на 400 мест.
В 1977 году закончено строительство Дворца спорта на 6300 мест.

## Здания, сооружения и памятники
- Дворец спорта

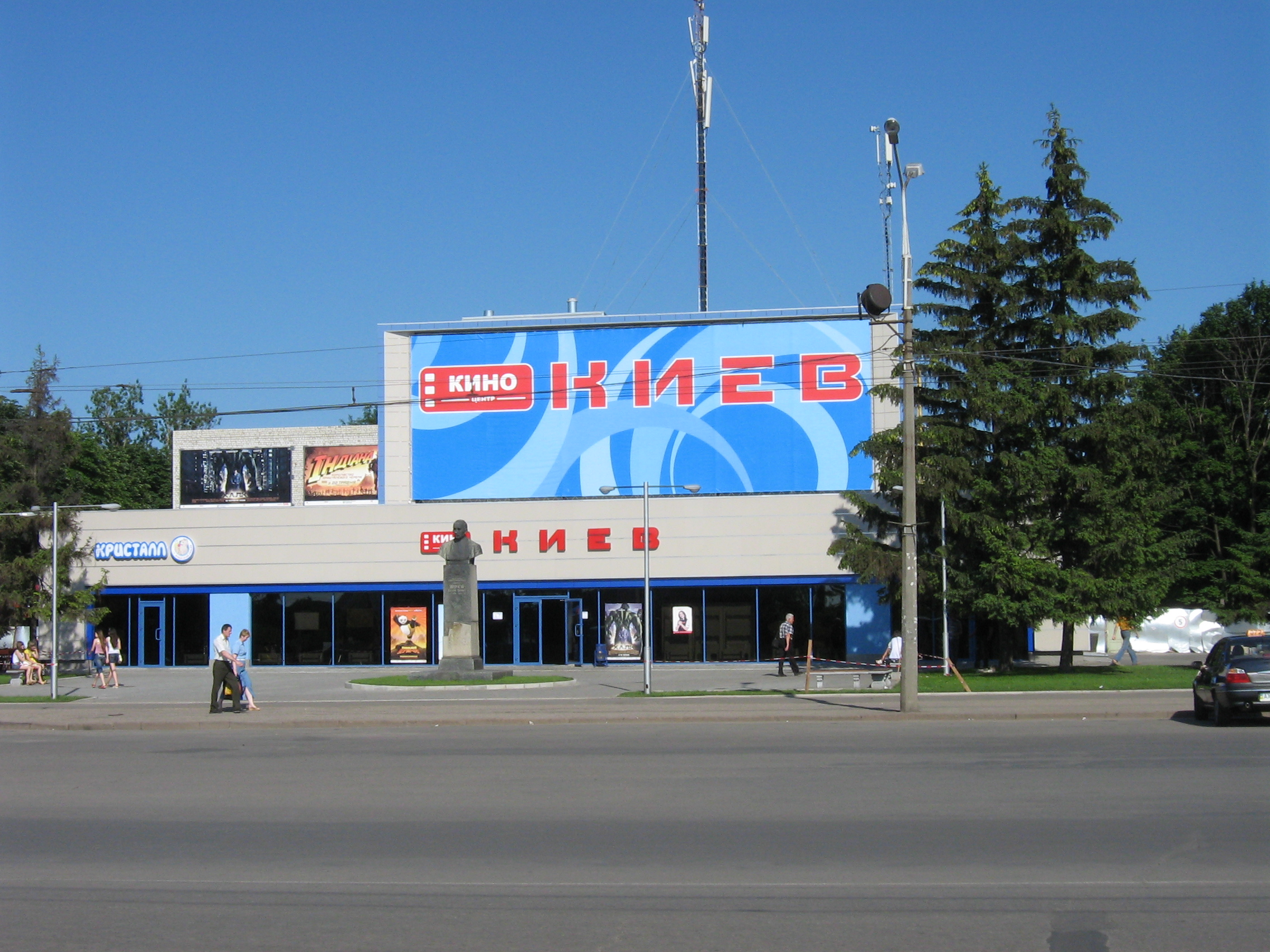
Кинотеатр «Киев»

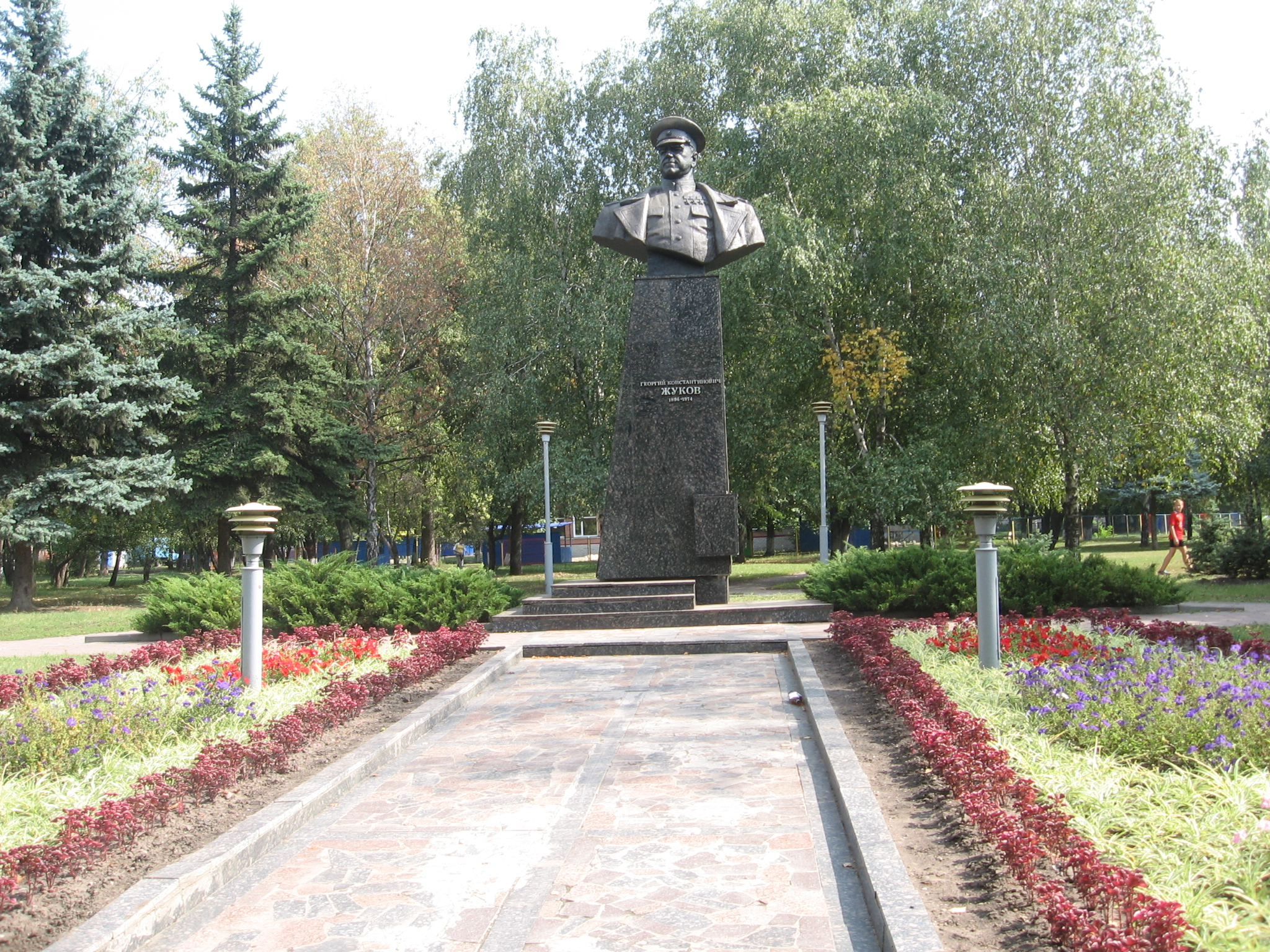
Памятник маршалу Жукову

- Памятник Василию Яковлевичу Юрьеву — советскому селекционеру, академику, дважды Герою Социалистического Труда. Установлен перед зданием кинотеатра «Киев». Бронзовый бюст выдающегося учёного-селекционера установлен на пьедестале из серого гранита. Автор памятника — заслуженный деятель искусств УССР скульптор В. И. Агибалов, архитектор Д. А. Морозов.[1]
- Памятник Владимиру Высоцкому.
- Кинотеатр «Киев» — широкоформатный кинотеатр, сооружён в 1964 году в центре бульвара Академика Юрьева с выходом фасада на проспект Петра Григоренко. В 2006—2008 гг. выполнена реконструкция кинотеатра.
- Памятник маршалу Жукову (установлен в сквере Жукова в 1994 — демонтирован в апреле 2022)
- Молитвенный дом Церкви Иисуса Христа Святых последних дней (мормоны)
- Здание Немышлянской районной государственной администрации.

## Транспортное сообщение
По проспекту проходят следующие маршруты общественного транспорта:
- Троллейбус:
  - № 1 — станция метро «Дворец спорта» — Проспект Петра Григоренко — Проспект Героев Сталинграда — 28-й микрорайон
  - № 25 — станция метро «Дворец спорта» — проспект Петра Григоренко — улица Танкопия — бульвар Богдана Хмельницкого
- Автобус:
  - № 15т — станция метро «Академика Барабашова» — улица Библика
  - № 18т — станция метро «Дворец спорта» — 28-й микрорайон
  - № 102э — улица Достоевского (Озеро Основа) — Рынок ХТЗ

## Переименования проспекта
До 29 декабря 1982 года назывался Стадионной улицей. С 1982 по 1994 — проспектом 60-летия СССР. 7 мая 1994 года проспект получил название в честь маршала Георгия Константиновича Жукова. В феврале 2014 года на Украине победил «Евромайдан». В 2016 году был принят «закон о декоммунизации».
Под действие закона, с точки зрения обладминистрации, подпал четырежды Герой Советского Союза Жуков, Георгий Константинович. В мае 2016 года глава Харьковской областной госадминистрации Игорь Райнин подписал распоряжение «О переименовании ряда объектов топонимики Харькова», где переименовали станцию метро «Маршала Жукова» в «Дворец спорта», а проспект переименовали в проспект советского диссидента, генерала Петра Григоренко. 19 июня 2016 года Харьковский городской совет вернул проспекту Петра Григоренко имя маршала Жукова.
5 сентября 2019 года Харьковский окружной административный суд удовлетворил иск ряда политиков и партий БПП, «Свобода» и «Демократична Сокира» об отмене данного решения горсовета. Харьковский городской совет подал апелляцию. 8 ноября 2019 второй апелляционный административный суд подтвердил решение первого суда.
26 февраля 2020 года решением Харьковского городского совета проспект вторично был переименован обратно в проспект Маршала Жукова. Это решение было отменено очередным решением административного суда 15 февраля 2021 года.
24 февраля 2021 года третья сессия восьмого созыва Харьковского городского совета большинством голосов (57 против 16) переименовала проспект обратно. Секретарь Харьковского горсовета Игорь Терехов при этом отметил, что речь идёт об увековечивании памяти Жукова с учётом его вклада в освобождение Украины от нацистов. Согласно его словам, «тот народ, который не помнит прошлого, не имеет будущего. Поэтому наша с вами святая обязанность увековечить человека, который добыл победу над нацизмом. Мы сейчас сидим в этом зале благодаря тому, что народ Украины под руководством Жукова добыл победу. Поэтому давайте все инсинуации на этот счёт прекратим».
2 декабря 2021 года Второй апелляционный административный суд подтвердил переименование проспекта в честь Григоренко.